# Ленчицкое воеводство
Ленчицкое воеводство (пол. Województwo łęczyckie, лат.  Palatinatus Lanciciensis) — административно-территориальная единица Короны Королевства Польского, а затем воеводство Речи Посполитой, расположенное в восточной Польше; существовавшее с 1339 года до Второго раздела Речи Посполитой в 1793 году.
Резиденцией воеводы и местом заседания сеймика служил Ленчицкий замок.
Ленчицкое воеводство подразделялось на три повята: Бжезинский (пол. brzeziński; центр — Бжезины), Ленчицкий (пол. łęczycki; центр — Ленчица) и Орловский (пол. orłowski; центр — Орлов).
Воеводство имело пять сенаторов — двух высших сенаторов: воевода и каштелян ленчицкие и трёх от повятов (бжезинский, иновлудзский и конарский).
Ленчицкое воеводство создал польский король Владислав I Локетек после присоединения княжества Ленчицкого к Короне около 1339 года.
В 1793 году после Второго раздела Речи Посполитой Ленчицкое воеводство было ликвидировано и аннексировано Прусским королевством. Территория воеводства была включена в состав прусской провинции Западная Пруссия.